# Луций Валерий Мессала Волез
Луций Валерий Мессала Волез (лат. Lucius Valerius Messalla Volesus) — политический деятель эпохи ранней Римской империи.
Его отцом был консул-суффект 29 года до н. э. Потит Валерий Мессала. В 12 или 6 году до н. э. Волез находился на посту монетария. В 5 году он занимал должность ординарного консула вместе с Гнеем Корнелием Цинной Магном. Вместе со своим коллегой он провел закон Валерия—Корнелия о предварительном отборе кандидатов на должности десятью центуриями, состоящими из сенаторов и всадников. В 11—12 годах Волез был проконсулом Азии. В вверенной ему провинции он совершил беспрецедентное злодеяние, в один день казнив 300 человек. В связи с этим император Октавиан Август отправил сенаторам письмо. В результате Волез был подвергнут обвинениям со стороны Фурия Сатурнина и осуждён.